# Sara Thrige
Sara Gedsted Thrige Andersen (Farsø; 15 de mayo de 1996) es una futbolista danesa. Juega como centrocampista en el Milan de la Serie A de Italia. Es internacional con la selección de Dinamarca.

## Trayectoria
Thrige se unió al Fortuna Hjørring en 2017, jugando 15 partidos en su temporada debut. Con el club ganó la Elitedivisionen en 2018 y 2020 y la Copa de Dinamarca en 2019.
A nivel regional, disputó por primera vez en los octavos de final de la Liga de Campeones de 2018-19, pero su equipo fue eliminado después de dos derrotas ante la Fiorentina. Un año después, tuvo dos apariciones en octavos de la edición 2019-20, donde fue eliminada por el campeón defensor Olympique de Lyon tras recibir 11 goles en el global.
Después de cuatro temporadas con el Fortuna Hjørring, se unió al AC Milan en 2021. En fase de clasificación de la Liga de Campeones de 2021-22, ayudó a su club a ganar 2-1 en las semifinales contra el FC Zürich. Sin Thrige en el once inicial, sus compañeras perdieron en la final contra el TSG 1899 Hoffenheim.

## Selección nacional

### Categorías menores
En mayo de 2012 hizo sus primeras apariciones en la selección sub-16 de Dinamarca en dos amistosos contra Suecia, participando luego en la Copa Nórdica en julio, donde tuvo dos apariciones más. Disputó también la clasificación para el Campeonato Europeo Sub-17 de 2013, donde marcó su primer gol internacional ante el anfitrión Macedonia. Las danesas llegaron a la segunda fase con la portería en cero, pero se despidieron del torneo al quedar en segundo puesto de su grupo.
En septiembre de 2013 debutó con la selección Sub-19 en dos amistosos contra Suiza y participó en la primera ronda de clasificación del Campeonato Europeo Sub-19 de 2014 ese mismo mes. Luego jugó en el Campeonato Europeo Sub-19 de 2015 en Bakú.

### Selección mayor
Thrige se estrenó con la selección absoluta en octubre de 2016 en la Sincere-Cup disputada en China. En agosto de 2019 jugó su primer partido absoluto completo de titular en la clasificación para la EURO 2022, un encuentro ante Malta que acabó en 8-0 a favor de las danesas. También jugó en los siguientes tres clasificatorios, entrando como suplente dos veces. A esto le siguieron dos apariciones en la Copa Algarve 2020. Tras el parón internacional por el COVID-19, solo volvió a ser utilizada en el último partido de la eliminatoria para la Eurocopa en el empate sin goles ante Italia.
Hizo cinco apariciones en los primeros ocho partidos de la clasificación para la Copa Mundial 2023 y anotó sus dos primeros goles con la selección absoluta.
En junio de 2022 fue convocada para disputar la Eurocopa Femenina 2022.

## Estadísticas

### Clubes
| Club             | País      | Año             |
| ---------------- | --------- | --------------- |
| Fortuna Hjørring | Dinamarca | 2017 - 2021     |
| Milan            | Italia    | 2021 - presente |

## Palmarés

### Títulos nacionales
| Título          | Club             | País      | Año  |
| --------------- | ---------------- | --------- | ---- |
| Elitedivisionen | Fortuna Hjørring | Dinamarca | 2018 |
| Copa Danesa     | Fortuna Hjørring | Dinamarca | 2019 |
| Elitedivisionen | Fortuna Hjørring | Dinamarca | 2020 |